# Véronique Moest
Véronique Moest est une actrice et chanteuse française née le 21 octobre 1964 à Nancy dans le département de la Meurthe-et-Moselle et morte le 14 octobre 1996 à Paris 9e.

## Biographie
Née le 21 octobre 1964 à Nancy en Lorraine, Véronique Anne Émilie Moest a une sœur aînée prénommée Françoise (Strasbourg, 19 janvier 1958 — Paris 5e, 16 février 2017) originaire d'Alsace. Véronique Moest quitte sa région natale pour venir habiter Paris à l'âge de 13 ans. À 23 ans, elle entame une carrière d'actrice au cinéma et à la télévision qu'elle poursuit jusqu'en 1996, année où elle met fin à ses jours, âgée de 31 ans,,.

### Cinéma
En 1988, Véronique Moest se fait connaître grâce à son premier rôle au cinéma. Elle interprète Françoise, la secrétaire, l'un des rôles principaux, dans le film Corps z'à corps, d'André Halimi, auprès de Stéphane Audran, Philippe Khorsand et Jean-Pierre Kalfon.
En 1994, elle tient le rôle de Bella, dans La Vengeance d'une blonde de Jeannot Szwarc, aux côtés de Christian Clavier et Marie-Anne Chazel. Bella est l'épouse du PDG d'une chaîne de télévision présentant certaines ressemblances avec TF1.
En 1996, elle joue le rôle d'une cliente enceinte dans le film d'Henri-Paul Korchia, Une histoire d'amour à la con.
Toujours en 1996, elle joue dans le film Capitaine au long cours de Bianca Conti Rossini, avec notamment André Marcon et Éric Laugérias. Le film sort en salle en 1997, après la mort de Véronique Moest.

### Salut les Musclés(TF1)
En 1991, Véronique Moest est retenue pour endosser le rôle de Mademoiselle Catherine, dans la sitcom à succès Salut Les Musclés. Son personnage est celui de la commerçante tenant la cafétéria et voisine de la maison du groupe de musiciens Les Musclés. Elle joue dans cette série télévisée jusqu'à la fin de celle-ci en 1994[source secondaire souhaitée].
Étant souvent présente les mercredi après-midi sur TF1 durant trois ans, ce rôle lui apporte la reconnaissance auprès du grand public. Néanmoins, en mai 1996, lors d'une interview qu'elle accorde au magazine Newlook dans son numéro 152, dont elle fait la couverture et quelques photographies dénudées en pages intérieures, Véronique Moest revient sur ces trois années d'expérience chez AB Productions, avec un regard critique, et une certaine déception professionnelle[source insuffisante].

« La nunuche de feu Salut les Musclés sur la Une s'appelle Véronique Moest au quotidien. Et elle n'a pas attendu que Dorothée et son « Club » pour ados attardés se fasse gentiment écarter de la grille de TF1 pour aller voir ailleurs. Cinéma (grand écran), pubs, clips, chansons, Véro se déchaîne. Surtout pour Newlook. »

— Patrick Guérinet, Newlook numéro 152, mai 1996, p. 25.

### Le Chevalier du Labyrinthe(Antenne 2)
En 1990, elle cumule son rôle dans la série diffusée sur TF1, avec sa présence sur un plateau d'Antenne 2, pour le jeu Le Chevalier du Labyrinthe, présenté par Georges Beller. Véronique Moest y joue les rôles de Morgane la fée, Iselle la princesse et Velda la guerrière. Marine Jolivet lui succède l'année suivante. La diffusion du jeu cesse en 1991.

### Commissaire Moulin(épisodeLes Zombies)
En 1992, Véronique Moest interprète le rôle de Betty, la petite amie d'un malfrat du nom de Johnny, dans l'épisode Les Zombies de la série Commissaire Moulin.

### Famille fou rire
En 1993, à l'instar d'une grande majorité des acteurs des séries d'AB productions, Véronique Moest figure dans la distribution du téléfilm Famille fou rire (inter-séries d'AB), à l'occasion du nouvel an, diffusé en première partie de soirée sur TF1. Elle y joue son rôle de Mademoiselle Catherine (de Salut les Musclés), qui est reçue pour le réveillon du nouvel an, par la famille Garnier (de la série Le Miel et les Abeilles).

### Une nounou pas comme les autres
En 1994, Véronique Moest joue dans le téléfilm Une nounou pas comme les autres avec Mimie Mathy le rôle d'une candidate au poste de nourrice, reçue par la grand-mère des enfants, interprétée par Micheline Dax. La scène se passe dans la célèbre maison qui servait aux tournages des premières saisons de la série Une famille formidable.

### Autres participations à la télévision
Véronique Moest figure dans la distribution de séries télévisées érotiques : Série rose diffusée sur FR3 dans l'épisode La Conversion en 1991 et Aphrodisia diffusée en 1995 sur M6.

### Musique
En 1992, Véronique Moest est chanteuse pour le CD comportant cinq titres, Femmes que j'aime du groupe français Docteur Knock, composé d'anciens membres du groupe français Dazibao.
Véronique Moest participe également en 1993 au clip vidéo du single Une semaine de réflexion, extrait de l'album La Vie n'est pas une opérette d'Elmer Food Beat[source secondaire souhaitée].

## Filmographie

### Cinéma
- 1988 : Corps z'à corps d'André Halimi : Françoise, la secrétaire
- 1994 : La Vengeance d'une blonde de Jeannot Szwarc : Bella, l'épouse du PDG
- 1996 : Une histoire d'amour à la con de Henri-Paul Korchia : la cliente enceinte chez le libraire
- 1997 : Capitaine au long cours de Bianca Conti Rossini : la prostituée (sortie posthume)

### Télévision
- 1989-1994 : Salut Les Musclés : Mademoiselle Catherine
- 1991 : Série rose (épisode La Conversion) : Erosie
- 1992 : Commissaire Moulin (épisode Les Zombies) : Betty
- 1993 : Famille fou rire : Mademoiselle Catherine
- 1994 : Placé en garde à vue (épisode Requiem pour une catin) : Brigitte Dubois
- 1994 : Une nounou pas comme les autres : la candidate sexy, au poste de nounou
- 1995 : Aphrodisia (épisode Une visiteuse médicale)

### Animation télévisée
- 1990-1991 : Le Chevalier du Labyrinthe, rôles de la fée Morgane, Iselle la princesse et Velda la guerrière (saison 1)